# Begraafplaats van La Sentinelle
De begraafplaats van La Sentinelle is een gemeentelijke begraafplaats in de Franse gemeente La Sentinelle in het Noorderdepartement. De begraafplaats ligt centraal in de gemeente, ten westen van de dorpskern.

## Oorlogsgraven
Op de begraafplaats bevinden zich drie Britse oorlogsgraven uit de Eerste Wereldoorlog. De graven zijn geïdentificeerd en worden onderhouden door de Commonwealth War Graves Commission. In de CWGC-registers is de begraafplaats opgenomen als La Sentinelle Communal Cemetery